# 조귀삼

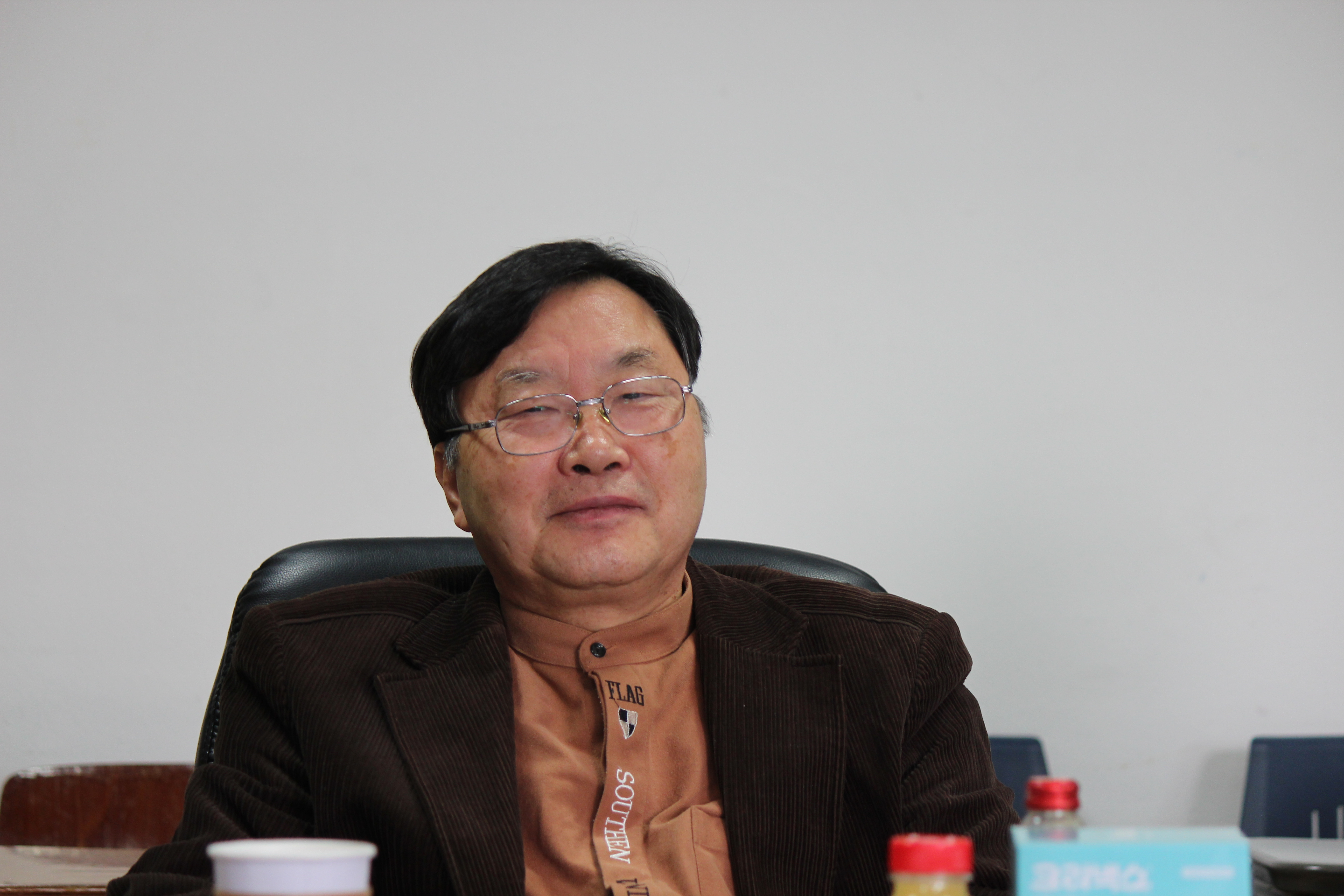
한세대학교 교수이며 세계다문화진흥원 원장인 조귀삼 박사

조귀삼(1950년 8월 30일 ~ )은 한세대학교의 교수이며 선교학자이다. 영산신학연구소 소장을 역임하였다.
한국복음주의선교학회 회장을 역임하였고, Asia Pacific Society for International Studies의 한국 대표로 섬기고 있다. 세계다문화진흥원 원장이며, 다문화 TV-M 방송국의 자문위원이다.

## 학력
- 아세아연합신학대학교 대학원 박사(Ph.D.)

- 아세아연합신학대학교 대학원 신학석사(Th.M.)

- International Graduate School of Leadership(M.Div.)

- 전남대 경영대학원

- 성결대학교

## 경력
- 현, 세계로선교신학원

- 세계다문화진흥원 원장

- 현, 한국디아스포라선교회 대표

- 현, 한국다문화진흥학회 회장

- 전, 한국복음주의선교신학회 회장

- 전, 대학생 선교회(CCC)간사 및 필리핀 선교사
- 산타메사 새생명교회(St. Mesa New Life Alliance Church) 목회

- 세계로 선교교회와 세계로 선교연구원(Christ for All Nations) 설립

## 저서
1. 『바울과 선교신학』 (서울: 은성사, 1995) 『A. B. 심슨의 선교신학』 (서울: 예닮, 2004)
2. 『영산 조용기 목사의 교회성장학』 (군포: 한세대학교출판부, 2013)
3. 『복음주의 선교신학』(안양: 세계로미디어, 2013)
4. 『전략이 있는 선교』(안양: 세계로미디어, 2013)

## 같이 보기
- 한국복음주의선교신학회
- 영산신학연구소